# اليمدا
اليمدا كانت الخطوط الجوية لـ جمهورية اليمن الديمقراطية الشعبية (جنوب اليمن)، ودمجت مع طيران اليمنية بعد الوحدة اليمنية.

## معلومات الرموز

طيران اليمن الديمقراطي

- رمزها في الاتحاد الدولي للنقل الجوي اياتا هو DYA
- رمزها في المنظمة الدولية للطيران المدني ICAO هو DY

## تاريخ الشركة
تأسست شركة اليمدا كشركة طيران وطنية لجمهورية اليمن الديمقراطية الشعبية بموجب مرسوم رئاسي في 11 مارس 1971. وفي مارس 1972، كان عدد القوى العاملة 600. في ذلك الوقت كان الأسطول يتكون من ثلاث طائرات من طراز DC-3، وطائرة واحدة من طراز DC-6A/B وثلاث طائرات من طراز DC-6B.[5] بحلول منتصف السبعينيات، استحوذت شركة اليمدا على أسطول من طائرات بوينغ 707/720.
تم الحصول على ثلاث طائرات ذات محرك توربيني جديدة تمامًا من طراز Dash 7s في عام 1979.[7] وفي 9 مايو 1982، تحطمت إحدى هذه الطائرات في البحر أثناء اقترابها من مطار عدن.
في عام 1983، حصلت شركة اليمدا على أول طائرة بوينج 737-200ADV جديدة تمامًا والتي كانت تستخدم في الغالب للرحلات الداخلية والإقليمية، كما انضمت طائرة توبوليف تو-154 إلى الأسطول بحلول منتصف الثمانينيات ولاحقًا طائرة إيرباص A310-304 في عام 1993. بعد توحيد اليمن في عام 1990، تم تغيير اسم شركة الطيران أولاً إلى طيران اليمن في عام 1992، وبعد ذلك في عام 1995 إلى الخطوط الجوية اليمنية اليمنية.
بحلول مارس 1990، كان لدى اليمدا 1207 موظفًا. في ذلك الوقت، قامت الشركة بتشغيل خدمات الركاب والبضائع المجدولة التي تنطلق من عدن إلى أبوظبي، أديس أبابا، الغيضة، عتق، بيحان، بومباي، بودابست، القاهرة، دمشق، جيبوتي، الدوحة، جدة، الكويت، لارنكا، مقديشو، مكيراس والريان وصنعاء وسيئون والشارقة.
بحلول أبريل 1995، شغل عبد الله علي عبد الله منصب رئيس مجلس إدارة شركة اليمدا، وكان لدى الشركة 1258 موظفًا. يتألف الأسطول من طائرة إيرباص A310-300، وواحدة من طراز أنتونوف An-26، وواحدة من طراز أنتونوف An-12، وطائرتان من طراز بوينغ 737-200، وطائرة بوينغ 727 مستأجرة، وطائرتان من طراز بوينغ 707-300C وواحدة من طراز دوغلاس دي سي-6، وتضمنت الشبكة خدمات. إلى أبو ظبي، الغيضة، عتق، بومباي، القاهرة، جيبوتي، الدوحة، الريان/المكلا، صنعاء والشارقة.
في 11 فبراير 1996، اندمجت شركة اليمدا في اليمنية لإنشاء شركة طيران وطنية واحدة لليمن.
حوادث وأحداث
في 22 أغسطس 1972، تم اختطاف طائرة اليمدا دوغلاس دي سي-6 من قبل ثلاثة ركاب أثناء رحلة مجدولة من بيروت، لبنان، إلى القاهرة، مصر، في مظاهرة لتوحيد شمال اليمن وجنوب اليمن. أُجبر الطيارون على التوقف للتزود بالوقود في نيقوسيا، قبرص، وواصلوا طريقهم إلى بنغازي، ليبيا، حيث استسلم الجناة لقوات الشرطة المحلية، دون إصابة أي شخص من الركاب الـ 49 المتبقين وأفراد الطاقم الستة.
في 16 أو 17 سبتمبر 1975، تعرضت طائرة اليمدا دوغلاس دي سي-3 (المسجلة 7O-ABF) لأضرار لا يمكن إصلاحها اقتصاديًا في حادث هبوط في مطار بيحان، بعد رحلة مجدولة من عدن.
في 1 مارس 1977، تحطمت طائرة اليمدا دوغلاس سي-47 (مسجلة 7O-ABF) في البحر الأحمر بعد وقت قصير من إقلاعها من مطار عدن الدولي. قُتل جميع الركاب الستة عشر وأفراد الطاقم الثلاثة الذين كانوا على متن الرحلة الداخلية المقررة.
في 26 يناير 1982، قبل خمسة أشهر من اندلاع حرب لبنان الأولى، تعرضت طائرة شحن من طراز اليمدا بوينغ 707-300 (مسجلة 7O-ACJ) تحمل أسلحة من ليبيا إلى لبنان لهجوم من قبل طائرة مقاتلة مجهولة عند اقترابها من مطار دمشق الدولي. وتمكن الطيارون من الهبوط بالطائرة بسلام، على الرغم من تعرضها لأضرار جسيمة.
في 9 مايو 1982، تحطمت طائرة أليمدا دي هافيلاند كندا داش 7 (مسجلة 7O-ACK) في البحر عند اقترابها من مطار عدن الدولي بعد رحلة مجدولة من المكلا. من بين الركاب الـ 45، لقي 21 شخصًا حتفهم، بالإضافة إلى اثنين من أفراد الطاقم الأربعة، مما جعل هذا الحادث أسوأ حادث في تاريخ شركة الطيران.
في 20 يناير 1983، اختطف ثلاثة أشخاص طائرة اليمدا بوينغ 707 أثناء رحلة من عدن إلى مدينة الكويت، وأجبروا الطيارين على تحويل مسارهم إلى مدينة جيبوتي. وفي مطار جيبوتي استسلم الجناة.
في 15 أغسطس 1985، خرجت طائرة اليمدا بوينغ 707 (المسجلة تحت رقم 7O-ACO) والتي تحمل 65 راكبًا و8 من أفراد الطاقم عن السيطرة مؤقتًا بعد عطل في الطيار الآلي بسبب انسكاب الماء على اللوحة وخطأ الطيار اللاحق. تحركت الطائرة بشدة صعودا وهبوطا، مما تسبب في وفاة راكبين ومضيفة طيران. وعندما تمكن الطيارون من حل الوضع، قاموا بهبوط اضطراري في مطار عدن، حيث انطلقت الرحلة.
في 27 أغسطس 1993، تم اختطاف طائرة اليمدا بوينج 737-200 أثناء رحلة داخلية مقررة من المكلا إلى الغيضة من قبل شخص مسلح طالب بنقله إما إلى الكويت أو عمان. وواصل الطيارون طريقهم إلى مطار الغيضة بدلا من ذلك، حيث تمكن جميع الركاب من المغادرة، مما سمح لقوات الشرطة باقتحام الطائرة واعتقال الجاني.
في 14 سبتمبر 1994، وقعت محاولة اختطاف على متن طائرة أخرى من طراز اليمدا بوينغ 737-200 كانت في رحلة من عدن إلى صنعاء.

## اسطول الشركة

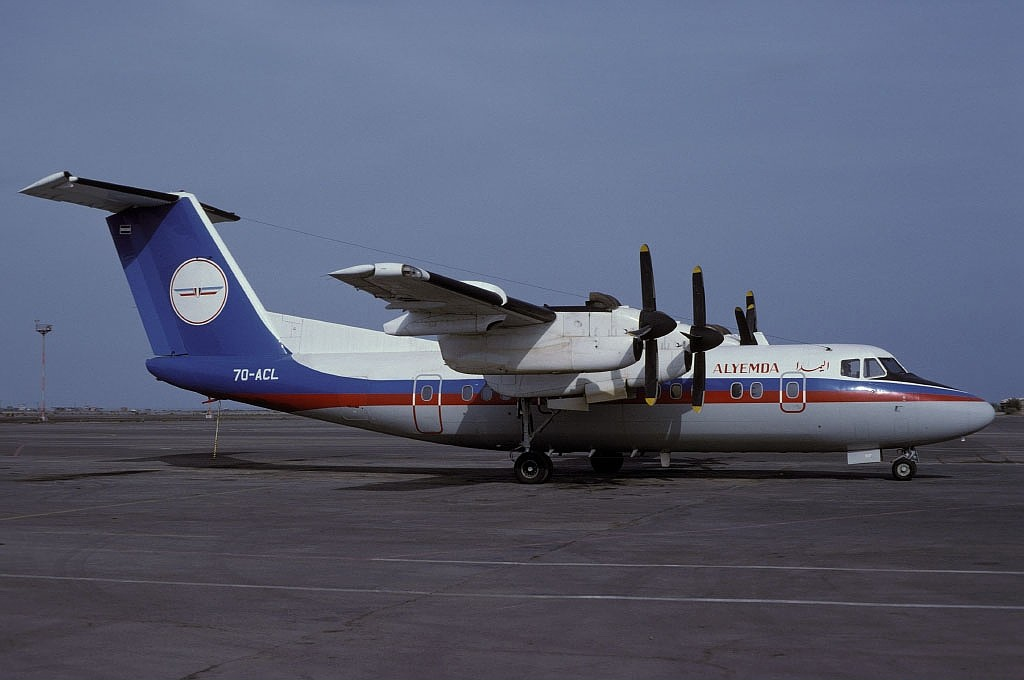
طائرة داش7 في مطار عدن.

شعار اليمدا

1. بوينغ 707:
  - B707-023B
  - B707-348C
  - B707-336C
  - B707-351C
  - B707-369CF
  - B720-023(B)
2. بوينغ 737:
  - 737-2R4C/Adv
3. دوغلاس دي سي-6:
4. دي هافيلاند كندا داش 7
5. توبوليف تو 154:
  - Tu-154B2
  - Tu-154M
6. توبوليف تو 154
7. إيرباص إيه 310:
  - A310-304

## وصلات خارجية
- Alyemda fleet information
- Timetables